# 星辰表
星辰表（日語：シチズン時計株式会社），為日本一間手錶製造商，於1918年創立，在1930年更改為現名，總部位於東京。

## 歷史
- 1918年，時任貴族院議員的貴金屬商山崎龜吉（日语：山崎亀吉）創立「尚工舍時計研究所」。
- 1924年，發表了「CITIZEN」品牌的怀表。因當時的東京市長後藤新平期望這款日本製造的懷錶能夠成為全體citizen（“市民”之英語）都會有所親近、喜愛的產品，因此將其命名為「CITIZEN」。
- 1930年，「星辰手錶公司」正式成立。
- 1976年，推出「Eco-Drive光動能」錶款。[4]
- 1996年，光動能腕錶（英语：Solar-powered watch）通過日本環境協會（JEA）“生態標誌（日语：エコマーク）”認證。
- 2005年，通過設備互換，將Miyota納入成為旗下的子公司。
- 2008年，以兩億四千七百萬美元收購寶路華。
- 2014年，獲得了日本環境協會“生態標誌獎”金獎。

## 外部連結
- 星辰錶 (台灣）官方網站 （页面存档备份，存于）
- 星辰錶 (台灣）的Facebook專頁
- YouTube上的星辰錶 (台灣)頻道